# Johan Price-Pejtersen
Johan Price-Pejtersen (Frederiksberg, 26 de mayo de 1999) es un deportista danés que compite en ciclismo en la modalidad de ruta.
Ganó una medalla de oro en el Campeonato Mundial de Ciclismo en Ruta de 2021 y dos medallas de oro en el Campeonato Europeo de Ciclismo en Ruta, en los años 2019 y 2021, las tres en la prueba  contrarreloj sub-23.

## Medallero internacional
| Campeonato Mundial | Campeonato Mundial     | Campeonato Mundial | Campeonato Mundial  |
| Año                | Lugar                  | Medalla            | Competición         |
| ------------------ | ---------------------- | ------------------ | ------------------- |
| 2021               | Flandes (Bélgica)      | Medalla de oro     | Contrarreloj sub-23 |
| Campeonato Europeo |                        |                    |                     |
| Año                | Lugar                  | Medalla            | Competición         |
| 2019               | Alkmaar (Países Bajos) | Medalla de oro     | Contrarreloj sub-23 |
| 2021               | Trento (Italia)        | Medalla de oro     | Contrarreloj sub-23 |

## Palmarés
2018
- 1 etapa del Tour de Olympia

2019
- 3.º en el Campeonato de Dinamarca Contrarreloj
- Campeonato Europeo Contrarreloj sub-23

2021
- Campeonato Europeo Contrarreloj sub-23
- Campeonato Mundial Contrarreloj sub-23